# Lego Racers
 (décembre 2015).
Si vous disposez d'ouvrages ou d'articles de référence ou si vous connaissez des sites web de qualité traitant du thème abordé ici, merci de compléter l'article en donnant les références utiles à sa vérifiabilité et en les liant à la section « Notes et références ».
Lego Racers est un jeu vidéo de course sorti en 1999 sur Windows, Nintendo 64, PlayStation et Game Boy Color. Le jeu a été développé par High Voltage Software et édité par Lego Media.
Le jeu se déroule dans l'univers des jouets Lego.
Le joueur incarne un nouveau pilote qu'il peut personnaliser grâce à un éditeur de personnage et de voiture. Une fois le pilote créé, le joueur peut se lancer dans un championnat, une course libre, un duel (mode deux joueurs) ou dans les contre la montre. S'il choisit le mode championnat, il devra alors enchaîner les quatre circuits du monde. 
L'ultime pilote est Rocket Racer, champion incontesté de l'univers Lego. Une suite à Lego Racers a par ailleurs vu le jour en 2001. On y retrouve Rocket Racer.

## Système de jeu

### Généralités
Les commandes sont modifiables dans le menu option. Une manette peut aussi être branchée, les touches sont entièrement personnalisables. La commande d'accélération est la plupart du temps toujours enfoncée. La vue du véhicule ainsi que l'ergonomie de la mini carte sont aussi modifiables.
Il y a dans le jeu 7 mondes et 4 courses dans chaque monde sauf dans le dernier qui est la course finale où il faut affronter le champion du jeu, Rocket Racer.
- Le premier monde est celui du pirate Captain Redbeard. Il est constitué de 4 circuits :
 Le Grand Prix Impérial, Le Rallye au Clair de Lune, L'Aventure Martienne, Le Rallye des Pyramides.
- Le deuxième monde est celui du sauvage King Kahuka. Il est constitué de 4 circuits :
Le Trophée Totem, L'Odyssée des Ponts Levis, L'Extrême Galaxie, La Piste Amazonienne.
- Le troisième monde est celui du sorcier Basil the Batlord. Il est constitué de 4 circuits :
La Course des Mousquetaires, Le Challenge Jambe de Bois, Le Rallye des Temples Maudits, Le Circuit des Météorites.
- Le quatrième monde est celui de l'aventurier Johnny Thunder. Il est constitué des 4 circuits du premier monde dans un ordre inversé.
- le cinquième monde est celui de l'explorateur Baron von Baron. Il est constitué des 4 circuits du deuxième monde dans un ordre inversé.
- Le sixième monde est celui de l'insectoïd Gypsy Moth. Il est constitué des 4 circuits du troisième monde dans un ordre inversé.
- Le septième monde est celui du pilote Rocket Racer. Il n'est constitué que d'un circuit :
La Course Intergalactique.

### Les briques et combinaisons
| Couleur | Type       | Pouvoir de base        | Une brique bonus       | Deux briques bonus                                                                                           | Trois Briques bonus |
| ------- | ---------- | ---------------------- | ---------------------- | --- | --- |
| Rouge   | Projectile | Boulet de canon        | Grappin                | Baguette foudroyante                                                                                         | Trois missiles guidés |
| Jaune   | Piège      | Flaque d'huile         | Baril de poudre        | Piège magnétique                                                                                             | Malédiction de la momie, les commandes sont inversées et la voiture ralentit si la malédiction est sur le joueur. Peut être propagé en cas de contact. |
| Bleu    | Bouclier   | Bouclier de 5 secondes | Bouclier de 6 secondes | Bouclier de 8 secondes, renvoie également les projectiles et fait dériver les adversaires en cas de contact. | Bouclier de 10 secondes, renvoie également les projectiles et fait dériver les adversaires en cas de contact.                                          |
| Vert    | Turbo      | Propulsion Turbo       | Propulsion Turbo Extra | Propulsion Turbo Aérienne                                                                                    | Propulsion Turbo de Distorsion Spatio-temporelle |

Dans tous les circuits se trouvent des briques Lego de 4 couleurs (rouge, jaune, bleu et vert) qui donnent des pouvoirs différents. On peut augmenter le pouvoir de niveau en prenant les briques bonus blanches.